# إدواردو مونتينيغرو
إدواردو مونتينيغرو (بالإسبانية: Eduardo Montenegro) هو لاعب كرة قدم كولومبي في مركز الوسط، ولد في 1998 في بارانكيا في كولومبيا. لعب مع نادي واتفورد.